# Тарчизио Бурньич
Тарчизио Бурньич , според действащите в България правописни норми – Тарчизио Бурнич (на италиански: Tarcisio Burgnich) роден на 25 април 1939 г. в Руда е италиански футболист и треньор.

## Кариера
Започва кариерата си в Удинезе, малко след което е закупен от Ювентус, но там е определен като негоден футболист и е продаден на Палермо. Еленио Ерера, обаче вижда в Бурнич идеалният защитник за своя отбор и така през 1962 г. той преминава в редиците на ФК Интер, където с Армандо Пики, Джачинто Факети и Аристиде Гуарнери формира защитното звено на „Великият Интер“. С черно-синята фланелка Бурнич е четирикратен шампион на Италия, две поредни години носител на КЕШ и Междуконтиненталната купа.
Бурнич е стълб в отбраната и на италианския национален отбор за повече от 10 години. Европейски шампион през 1968 г., участник на световните първенства през 1966, 1970 и 1974 г. Изиграва 66 мача със синята фланелка и отбелязва 2 гола, единия от които на полуфинала през 1970 г. срещу Германия, в т. нар. „Мач на столетието“. През периода 1978-2001 г. е треньор на 17 италиански футболни отбора.

## Отличия
- Шампион на Италия: 5

Ювентус: 1960/61
Интер: 1962/63, 1964/65, 1965/66, 1970/71
- Копа Италия: 1

Наполи: 1976
- КЕШ: 2

Интер: 1963/64, 1964/65
- Междуконтинентална купа: 2

Интер: 1964, 1965
- Купа Англо-Италия: 1

Наполи: 1976
- Европейски шампион: 1

Италия: 1968